# Chiesa di Frogner
La chiesa di Frogner (Frogner kirke in norvegese) è una chiesa parrocchiale del quartiere di Frogner a Oslo in Norvegia. La chiesa fa capo alla diocesi di Oslo in seno alla Chiesa norvegese.

## Storia
La chiesa di Frogner venne progettata dall'architetto Ivar Næss (1878–1936) ed edificata nel 1907. La facciata principale dell'edificio è realizzata in granito, mentre le facciate sono in mattoni. La chiesa è inserita in una schiera di palazzine e appartamenti. Una cappella connessa all'edificio venne costruita tra il 1937 e il 1939 dall'architetto Johan Meyer.
All'interno, il pulpito e l'altare vennero scolpiti da Ivar Næss nel 1907. Venne quindi decorata con mosaici dorati opera di Per Vigeland nel 1947. Vigeland realizzò inoltre le decorazioni intorno all'organo e le vetrate. L'immagine sopra l'altare venne fatta dallo scultore Valentin Kielland nel 1907.  Nella navata lateraIe è posizionato un dipinto di Christian Skredsvig.